# Спайдерхед
«Спайдерхед» (англ. Spiderhead) — научно-фантастический фильм 2022 года режиссера Джозефа Косински по сценарию Ретта Риза и Пола Верника, экранизация рассказа «Бегство из головогруди» Джорджа Сондерса. В главных ролях — Крис Хемсворт, Майлз Теллер и Джерни Смоллетт.
Премьера состоялась 17 июня 2022 года на Netflix. Фильм получил неоднозначные отзывы кинокритиков.

## Сюжет
Двое осужденных, живущих в обществе недалекого будущего, борются со своим прошлым, находясь в ловушке в учреждении, где проводятся эксперименты над заключенными с использованием наркотиков, изменяющих эмоции.

## В ролях
- Крис Хемсворт — Стив Абнести
- Майлз Теллер — Джефф
- Джерни Смоллетт — Лиззи
- Марк Пагио — Марк
- Тесс Хобрич — Хизер
- Энджи Милликен — Сара
- Нейтан Джонс — Роган

## Производство и релиз
В феврале 2019 года стало известно, что Джозеф Косински снимет фильм по сценарию Ретта Риза и Пола Верника. Позже в сентябре 2020 года стало известно, что в фильме сыграют Крис Хемсворт, Майлз Теллер и Джерни Смоллетт.
Съёмки начались в Австралии в начале ноября 2020 года на Голд-Косте, Квинсленд.
Мировая премьера состоялась 11 июня 2022 года в Сиднее, 17 июня 2022 года фильм вышел на Netflix.

## Отзывы
Фильм получил неоднозначные отзывы кинокритиков.